# Luxemburgo nos Jogos Olímpicos de Verão de 1984
Luxemburgo participou dos Jogos Olímpicos de Verão de 1984 na cidade de Los Angeles, nos Estados Unidos. Nesta edição o país não teve medalhistas.